# Seven Sudamericano Masculino 2008
El Seven Sudamericano Masculino 2008 se jugó en Punta del Este, Uruguay. El tercer Seven de la CONSUR tuvo que reacomodar su calendario de partidos en el play-off dado que no sólo fue un Sudamericano sino también un clasificatorio que otorgaba una plaza a la Copa del Mundo de Rugby 7 de 2009 aparte del equipo argentino que estaba clasificado por su actuación en la Copa del Mundo anterior. Este cambio en el fixture determinó que se jugaran dos partidos menos en semifinales que en un campeonato tipo. Así, el equipo ubicado en la 3ª posición de la serie B queda 6º en la general y Argentina no jugó partidos clasificatorios esperando en la final al ganador de la semifinal (Chile - Uruguay), este último se hizo del partido y cayó en la final frente a Los Pumas. Los 18 matchs se llevaron a cabo en el Estadio Domingo Burgueño Miguel.

## Equipos participantes
- Selección de rugby 7 de Argentina (Los Pumas)
- Selección de rugby 7 de Brasil (Los Vitória-régia)
- Selección de rugby 7 de Chile (Los Cóndores)
- Selección de rugby 7 de Colombia (Los Tucanes)
- Selección de rugby 7 de Paraguay (Los Yacarés)
- Selección de rugby 7 del Perú (Los Tumis)
- Selección de rugby 7 de Uruguay (Los Teros)
- Selección de rugby 7 de Venezuela (Las Orquídeas)

## Clasificación

### Grupo A

#### Posiciones
| Pos. | Equipo    | Encuentros | Encuentros | Encuentros | Encuentros | Tantos  | Tantos    | Tantos     | Puntos |
| Pos. | Equipo    | jugados    | ganados    | empatados  | perdidos   | a favor | en contra | diferencia | Puntos |
| ---- | --------- | ---------- | ---------- | ---------- | ---------- | ------- | --------- | ---------- | ------ |
| 1    | Argentina | 3          | 3          | 0          | 0          | 132     | 0         | + 132      | 9      |
| 2    | Uruguay   | 3          | 2          | 0          | 1          | 57      | 34        | + 23       | 6      |
| 3    | Brasil    | 3          | 1          | 0          | 2          | 49      | 68        | - 19       | 3      |
| 4    | Venezuela | 3          | 0          | 0          | 3          | 5       | 141       | - 136      | 0      |

Nota: Se otorgan 3 puntos al equipo que gane un partido, 1 al que empate y 0 al que pierda
|  | Clasifica a la Final de Oro |

|  | Clasificados a la Semifinal de Oro |

|  | Clasifica al partido por el 7º puesto |

#### Resultados
| 5 de febrero | Argentina | 47 - 0 | Brasil | Estadio Domingo Burgueño Miguel, Punta del Este, Uruguay |  |

| 5 de febrero | Uruguay | 36 - 5 | Venezuela | Estadio Domingo Burgueño Miguel, Punta del Este, Uruguay |  |

| 5 de febrero | Argentina | 68 - 0 | Venezuela | Estadio Domingo Burgueño Miguel, Punta del Este, Uruguay |  |

| 5 de febrero | Uruguay | 21 - 12 | Brasil | Estadio Domingo Burgueño Miguel, Punta del Este, Uruguay |  |

| 5 de febrero | Brasil | 37 - 0 | Venezuela | Estadio Domingo Burgueño Miguel, Punta del Este, Uruguay |  |

| 5 de febrero | Argentina | 17 - 0 | Uruguay | Estadio Domingo Burgueño Miguel, Punta del Este, Uruguay |  |

### Grupo B

#### Posiciones
| Pos. | Equipo   | Encuentros | Encuentros | Encuentros | Encuentros | Tantos  | Tantos    | Tantos     | Puntos |
| Pos. | Equipo   | jugados    | ganados    | empatados  | perdidos   | a favor | en contra | diferencia | Puntos |
| ---- | -------- | ---------- | ---------- | ---------- | ---------- | ------- | --------- | ---------- | ------ |
| 1    | Chile    | 3          | 3          | 0          | 0          | 131     | 24        | + 107      | 9      |
| 2    | Colombia | 3          | 2          | 0          | 1          | 36      | 89        | - 53       | 6      |
| 3    | Perú     | 3          | 1          | 0          | 2          | 41      | 64        | - 23       | 3      |
| 4    | Paraguay | 3          | 0          | 0          | 3          | 34      | 65        | - 31       | 0      |

Nota: Se otorgan 3 puntos al equipo que gane un partido, 1 al que empate y 0 al que pierda
|  | Clasificados a la Semifinal de Oro |

|  | Clasifica al 6º puesto de la general |

|  | Clasifica al partido por el 7º puesto |

#### Resultados
| 5 de febrero | Chile | 38 - 12 | Perú | Estadio Domingo Burgueño Miguel, Punta del Este, Uruguay |  |

| 5 de febrero | Colombia | 17 - 15 | Paraguay | Estadio Domingo Burgueño Miguel, Punta del Este, Uruguay |  |

| 5 de febrero | Chile | 57 - 0 | Colombia | Estadio Domingo Burgueño Miguel, Punta del Este, Uruguay |  |

| 5 de febrero | Perú | 12 - 7 | Paraguay | Estadio Domingo Burgueño Miguel, Punta del Este, Uruguay |  |

| 5 de febrero | Colombia | 19 - 17 | Perú | Estadio Domingo Burgueño Miguel, Punta del Este, Uruguay |  |

| 5 de febrero | Chile | 36 - 12 | Paraguay | Estadio Domingo Burgueño Miguel, Punta del Este, Uruguay |  |

## Play-off[3]

### Semifinales de Oro
| 6 de febrero | Uruguay | 27 - 14 | Colombia | Estadio Domingo Burgueño Miguel, Punta del Este, Uruguay |  |

| 6 de febrero | Chile | 21 - 12 | Brasil | Estadio Domingo Burgueño Miguel, Punta del Este, Uruguay |  |

### Finales

#### 7º puesto
| 6 de febrero | Paraguay | 24 - 19 | Venezuela | Estadio Domingo Burgueño Miguel, Punta del Este, Uruguay |  |

#### 4º puesto
| 6 de febrero | Brasil | 12 - 5 | Colombia | Estadio Domingo Burgueño Miguel, Punta del Este, Uruguay |  |

#### Clasificación aDubái 2009
| 6 de febrero | Uruguay | 31 - 19 | Chile | Estadio Domingo Burgueño Miguel, Punta del Este, Uruguay |  |
|              |         | Reporte |       |                                                          |  |

#### Final de Oro
| 6 de febrero | Argentina | 26 - 0  | Uruguay | Estadio Domingo Burgueño Miguel, Punta del Este, Uruguay |  |
|              |           | Reporte |         |                                                          |  |

| Bandera de Argentina |
| Campeón Argentina    |
| Tercer título        |

## Posiciones finales
| Posición | Selección |
| -------- | --------- |
| 1        | Argentina |
| 2        | Uruguay   |
| 3        | Chile     |
| 4        | Brasil    |
| 5        | Colombia  |
| 6        | Perú      |
| 7        | Paraguay  |
| 8        | Venezuela |

## Clasificación aCopa del Mundo de Rugby 7
Los Pumas ya estaban clasificados a Copa del Mundo de Rugby 7 de 2009 a desarrollarse en Dubái y el otro cupo fue disputado entre los ganadores de semifinales, Cóndores y Teros, el partido fue para los locales.